# Leptogium crenatellum
Leptogium crenatellum är en lavart som först beskrevs av William Nylander och som fick sitt nu gällande namn av Edward Tuckerman. 
Leptogium crenatellum ingår i släktet Leptogium och familjen Collemataceae. Inga underarter finns listade i Catalogue of Life.